# 浜益原子力発電所
浜益原子力発電所（はまますげんしりょくはつでんしょ）は、北海道電力が北海道浜益郡浜益村（現石狩市浜益区）柏木に建設を計画していた原子力発電所である。

## 経緯
- 1967年10月 北海道が泊村、島牧村、浜益村の3村を北海道最初の原子力発電所建設予定調査地点候補地として発表[2]。
- 1969年 9月 第1原発は共和、泊地区に決定。浜益村と北海道電力が将来の原発用地取得に関する覚書締結[3]。
- 1971年 建設用地126haの買収を完了[4]。
- 1974年 土地売買契約を一時解消、準金銭消費貸借契約に変更[4]。
- 1992年 9月 村議会の原子力発電所問題対策委員会が誘致断念の中間報告をまとめる[5]。
- 1997年 9月 用地を地権者に返済[6]。